# Kersti Kaljulaid

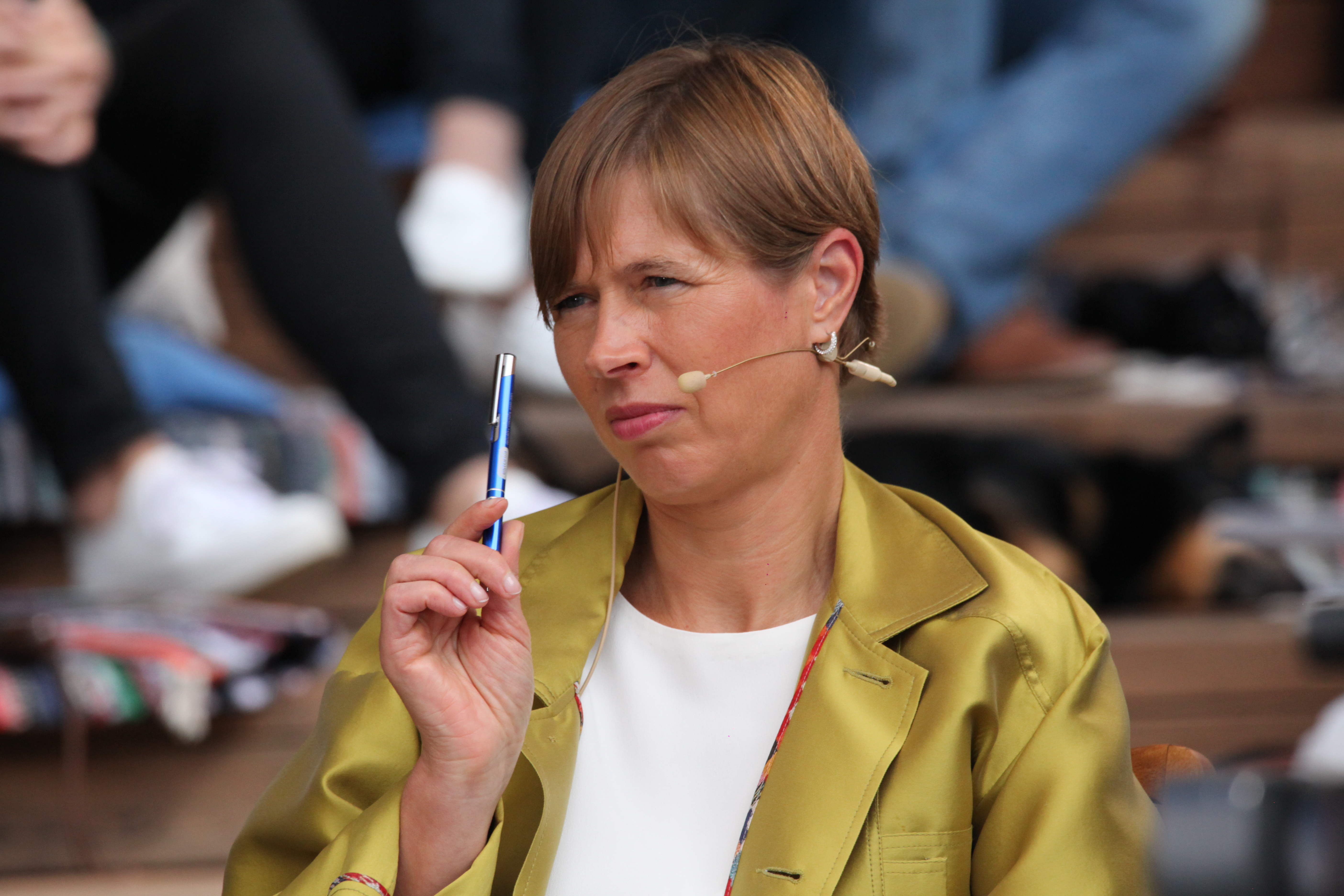
Kersti Kaljulaid (2021)

Kersti Kaljulaid (n. 30 decembrie 1969, Tartu, RSS Estonă, URSS) a fost președintele Estoniei în perioada 10 octombrie 2016 - 11 octombrie 2021. Soțul său este Georgi-Rene Maksimovski. În perioada 2001-2004 ea a făcut parte din partidul Isamaaliit (Uniunea Țării), după care a devenit politiciană independentă.